# Marinus Caland
Marinus Caland (Brielle, 15 mei 1855 - Den Haag, 18 mei 1925) was een Nederlands waterbouwkundige. Hij was de zoon van  Pieter Caland en broer van de indoloog dr. Willem Caland
Op 21-jarige leeftijd haalde hij het diploma van civiel ingenieur aan de Polytechnische School te Delft, en op 15 november 1879 werd hij al benoemd tot aspirant ingenieur bij de Waterstaat; in 1882 werd hij ingenieur en in 1908 hoofdingenieur-directeur.
Bij het begin van zijn loopbaan bij de Rijkswaterstaat deed hij dienst als toegevoegd ingenieur bij het kanaal door Walcheren en bij de vervaardiging van de Rivierkaart. Daarna, van 1 mei 1883 tot 1 mei 1895, dat is dus gedurende 12 jaar, was hij ingenieur bij de verlegging van de Maasmond (de aanleg van de Bergsche Maas, de scheiding van Maas en Waal), waaraan hij dus een belangrijk aandeel heelt gehad. Daarbij werkte hij o.a. aan de Heerewaardse overlaten. Het Stadskasteel van Zaltbommel heeft enkele tekeningen daarvan.
De tijd, waaraan Caland wel de aangenaamste herinnering moet hebben gehad, waren de volgende zes jaar (1 mei 1895 to1 mei 1901). Hij was toen ingenieur in het belangrijke arrondissement Alkmaar, waar toen de achteruitgang van de Noordzeekust in een stadium verkeerde, dat ingrijpende maatregelen nodig waren. Vooral in het kustvak bij Callantsoog nam de duinregel zeer sterk af. Het resultaat van de door Caland bij Callantsoog aangelegde strandhoofden was, dat niet slechts de achteruitgang van de kustlijn werd gestuit, maar ook dat de duinvoet over grote breedte zeewaarts werd verplaatst. Ook de Helderse zeewering, waarlangs een steil onderzees beloop en zeer grote diepte voorkomt, werd toen door Caland met grote  toewijding bestudeerd; werkende volgens een goed gekozen stelsel werd de veiligheid ook van deze belangrijke waterkering op zorgzame wijze in stand gehouden.
Na Alkmaar was Caland nog tot 1 Augustus 1908 arrondissementsingenieur te Zutphen.. In Zutphen heeft hij zich onder andere met wegenaanleg bezig gehouden. 
Daarna (1908-1911) was hij hoofdingenieur-directeur in Zeeland, het geboorteland van zijn voorvaderen. Hij zich goed op zijn plaats hebben gevoeld; belangrijke werken, zoals de verbetering van het kanaal van Terneuzen en de bouw van een nieuwe grote schutsluis te Hansweert waren toen aan zijn leiding toevertrouwd.
In Noord-Brabant, waar hij van 1 April 1911 tot 1 Augustus 1916 hoofdingenieur-directeur was, had Caland de leiding over de aanleg van het Wilhelminakanaal, waarvan de uitvoering door het uitbreken van de Eerste Wereldoorlog veel moeilijkheden veroorzaakte.
Aan het eind van zijn loopbaan werd hij hoofdingenieur-directeur in Zuid-Holland en Utrecht, waar hij tot 1 Mei 1924 in functie was. 
De betrekking van inspecteur-generaal van de Rijkswaterstaat, die hem was aangeboden, heeft hij niet willen aanvaarden. 

## Overige zaken
Hij trouwde op 2 juli 1885 in 's-Hertogenbosch met Adriana van Bommel uit Haarlem, een dochter van een officier van Justitie. 
In 1911 werd hij benoemd tot Ridder in de Orde van de Nederlandse leeuw.
Hij was ook entomoloog. Hij legde hij als zodanig een fraaie en waardevolle verzameling van insecten aan. Als hobby bestuurde hij de grafologie. Hij was een muziekliefhebber, speelde cello en volgde op hoge leeftijd daar nog cursussen in. 